# دیوید کلارک
دیوید کلارک (انگلیسی: David Clarke؛ زادهٔ ۲۱ اوت ۱۹۵۶) کلانتر فعلی شهرستان میلواکی، ویسکانسین است. در سال ۲۰۰۲، کلارک از سوی فرماندار مکالم به عنوان کلانتر منصوب و پس از آن در همان سال برای نخستین دورهٔ چهارساله در انتخابات به این سمت برگزیده شد. او در سال‌های ۲۰۰۶، ۲۰۱۰ و ۲۰۱۴ مجدداً در انتخابات برگزیده شد و هم‌اکنون چهارمین دورهٔ خود را می‌گذراند. با این که کلارک در حزب دمکرات ثبت‌نام کرده و در یک شهرستان شدیداً دمکرات در انتخابات پیروز شده، بسیاری از دیدگاه‌های سیاسی او با محافظه کاران حزب جمهوری‌خواه همسوست. کلارک به کرات در فاکس نیوز حضور می‌یابد و از سخنرانان مجمع ملی جمهوریخواه سال ۲۰۱۶ بوده‌است.
او در ۱۷ مه ۲۰۱۷ گفت به عنوان دستیار شراکت و درگیرکردن وزیر امنیت میهن ایالات متحده آمریکا تعیین شده‌است.